# NGC 1057
NGC 1057 је лентикуларна галаксија у сазвежђу Троугао која се налази на NGC листи објеката дубоког неба.
Деклинација објекта је + 32° 29' 30" а ректасцензија 2h 43m 2,8s. Привидна величина (магнитуда) објекта NGC 1057 износи 14,9 а фотографска магнитуда 15,9. NGC 1057 је још познат и под ознакама UGC 2184, MCG 5-7-33, CGCG 505-37, NPM1G +32.0111, PGC 10287.